# 鹿角花輪氏
鹿角花輪氏（かづの はなわし）は、現在の秋田県鹿角市花輪町にあたる陸奥国鹿角郡花輪村付近を本拠とした、花輪姓の氏族。郡内の旧族で、武蔵七党の一つ丹党・安保氏の系譜を引く家として知られる。

## 歴史
鎌倉期に郡内地頭職に補された安保氏庶流と伝え、嫡男が大里氏、次男が花輪氏、三男が柴内氏を称した同族である。
永禄5年（1562年）8月、秋田檜山の安東氏は比内郡に侵入して浅利氏を逐い、さらに永禄8年7月には鹿角郡に迫っている。永楽11年、南部氏は鹿角郡に出兵して、安東氏勢力を駆逐したが、その後、天正年間に入り、三戸南部氏内に晴政・信直が父子対立するに及んで、鹿角の諸士も二派に分立し、信直の宗家継承後も最後まで信直に反抗するものさえあり、その中心勢力は花輪城主花輪伯耆守親行であったらしく、晴政の死去により録を召し上げられて花輪の居城を散亡し、湊合戦覚書よると、花輪伯耆守は安東愛季に従ったとある。

その後、子の延親が信直に召出され糠部郡九戸の円子村に村替となり円子氏を名乗る。

## 系譜
```
参考諸家系圖 三十八 <<異姓之二十八>>
円子氏　
本名安保　花輪

　姓丹治　後平姓ニ改ム　或在原　紋蛇目

花輪伯耆守　
仕
南部晴政

　　親行
　　┃
圓子帯刀　　
仕
　　信直

　　延親
　　┃
（
円子氏
）
```